# Siegfried Gebser

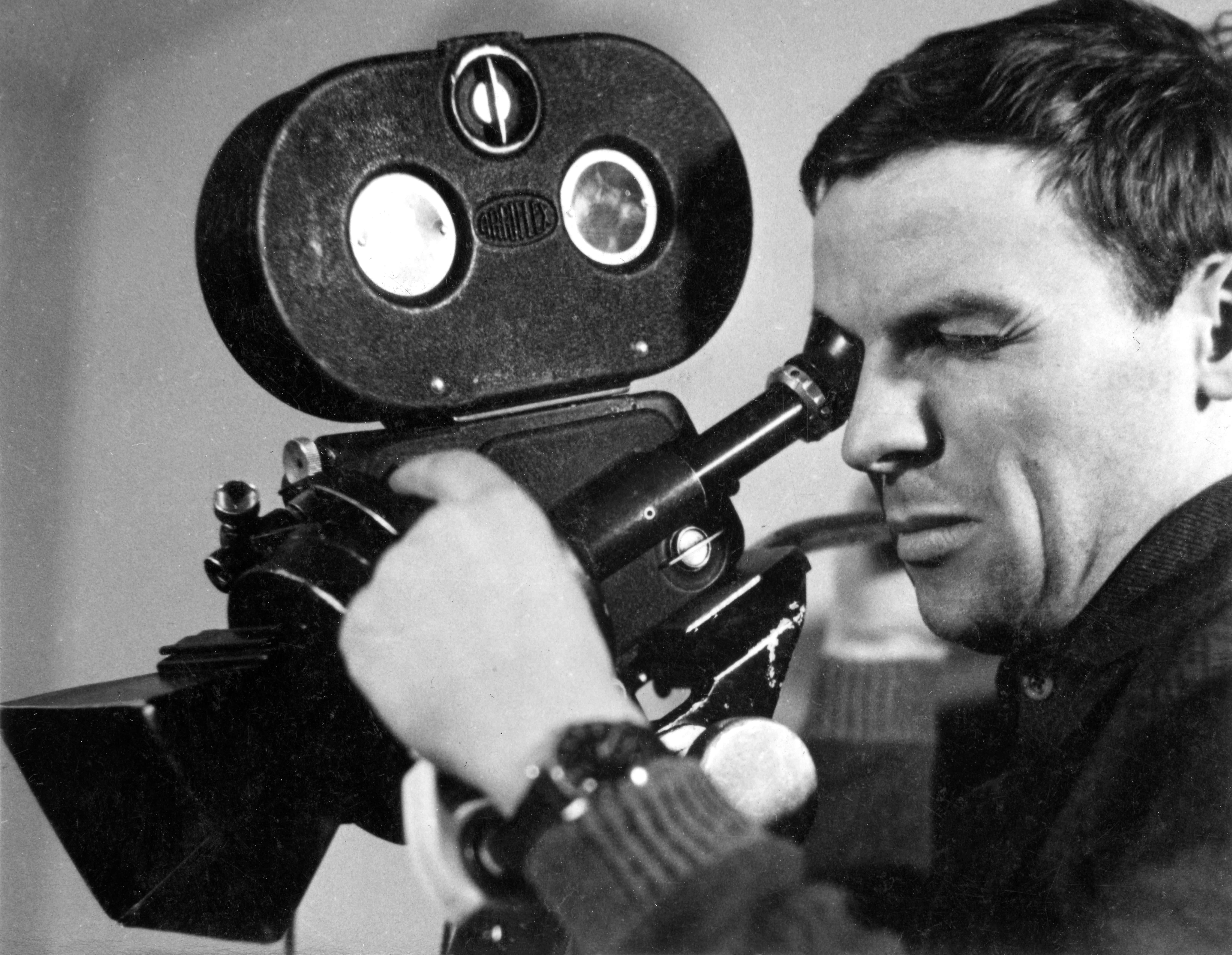
Kameramann Siegfried Gebser in Potsdam in Brandenburg

Siegfried Gebser (* 21. April 1936 in Halberstadt; † 16. August 2021 in Vogelsdorf) war ein deutscher Dokumentarfilmer und Fotograf.

## Leben
Die alliierten Luftangriffe auf Halberstadt am 8. April 1945 überlebte Gebser als Kind im Kellergewölbe der Liebfrauenkirche zu Halberstadt. Nach dem Abitur wurde er Offizieranwärter bei der Nationalen Volksarmee (NVA). Als er die Unterstellung der Volksmarine unter die Baltische Flotte der Sowjetunion ablehnte – er lehnte es ab, den Fahneneid der NVA abzulegen – wurde er aus „kaderpolitischen Gründen“ aus der Seeoffiziersschule in Stralsund ausgeschlossen. Er absolvierte stattdessen eine Lehre zum Bahnschlosser.
Weil er beeindruckende Aufnahmen vom Umfeld der Deutschen Reichsbahn gemacht hatte, erhielt er die Zulassung für ein Studium in der Fachrichtung Kamera an der Deutschen Hochschule für Filmkunst in Potsdam-Babelsberg, das er in den 1950er Jahren aufnahm. Er wurde allerdings wegen nicht regimekonformen Verhaltens zunächst exmatrikuliert. Danach war er kurzzeitig Schlosser in der LPG „Rotes Banner“ in Trinwillershagen. Im Jahre 1962 kam er zurück an die Filmhochschule und absolvierte bis 1964 eine Ausbildung zum Kameramann. Nach jahrelanger freiberuflicher Arbeit, anfangs als Fotograf, wurde er bei den DEFA-Dokumentarfilmstudios als Regieassistent und später als Regiekameramann fest angestellt. Mit der Wende wurde er 1991 arbeitslos.
Von 1992 bis 1999 war er Gründungsvorsitzender des Fördervereins Freunde des Bornstedter Friedhofs. Zum Band Bornstedt – Friedhof, Kirche (hrsg. von Gottfried Kunzendorf und Manfred Richter, 2001) steuerte er die Fotos und Bildtexte des Bornstedter Friedhofs bei.

## Filmographie
- 1976: Schweinezüchter
- 1976: Nestbau und Aufzucht von Jungvögeln
- 1977: Wissenschaftliche Arbeitsorganisation bei der Erzeugnisentwicklung
- 1979: Fischadler
- 1987: Aufkauf und Qualitätsbestimmung von Zuckerrüben (Teil 1)
- 2004: Das Regiment